# Onthophagus bicuneus
Onthophagus bicuneus là một loài bọ cánh cứng trong họ Bọ hung (Scarabaeidae).